# Kávébarna áltölcsérgomba
A kávébarna áltölcsérgomba (Pseudoclitocybe cyathiformis) a pereszkefélék családjába tartozó, Eurázsiában és Észak-Amerikában honos, erdőkben élő, ehető gombafaj. 

## Megjelenése
A kávébarna áltölcsérgomba kalapja 4-8 cm széles, fiatalon félgömb alakú, majd hamarosan domborúvá, végül bemélyedő közepű tölcséressé válik. Széle begöngyölt. Felszíne sima, sugarasan benőtten szálas. Színe nedves időben sötét gesztenye- vagy csokoládébarna; szárazon tejeskávészínű.
Húsa puha, törékeny. Színe halvány szürkésbarnás. Szaga és íze kellemes, nem jellegzetes. 
Lemezei viszonylag ritkán állnak, lefutók, villásan elágazók. Színük fiatalon piszkosfehéres, később szürkésbézs.
Tönkje 5-10 cm magas és 0,5-1 cm vastag. Alakja karcsú, kissé lefelé szélesedő. Színe a kalapéval egyezik, felülete hosszában szálazott.
Spórapora fehér. Spórája elliptikus, felszíne sima, belseje szemcsés, mérete 8-11 x 5-6,5 μm.

### Hasonló fajok
Hasonlíthat hozzá a ritka kékesszürke áltölcsérgomba (P. obba) de annak kalapja sötétebb, kisebb  és ciánszagú,; vagy a szintén nem gyakori vörösödő tölcsérgomba (Cantharellula umbonata), amely ibolyásszürke, feketés, lemezei fehérek, vastagok, húsa vörösödő, csípős.

## Elterjedése és termőhelye
Eurázsiában és Észak-Amerikában honos. Magyarországon nem ritka.
Lombos erdőkben vagy fenyvesekben fordul elő, a korhadó fatönköket, fahulladékot bontja. Októbertől decemberig terem.
Ehető, de alaposan meg kell főzni és a tönkje nagyon rágós. Egyeseknél fogyasztása gyomorpanaszokat okozhat. 

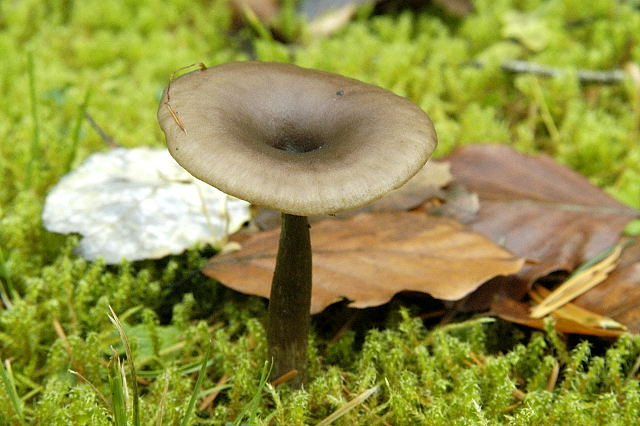
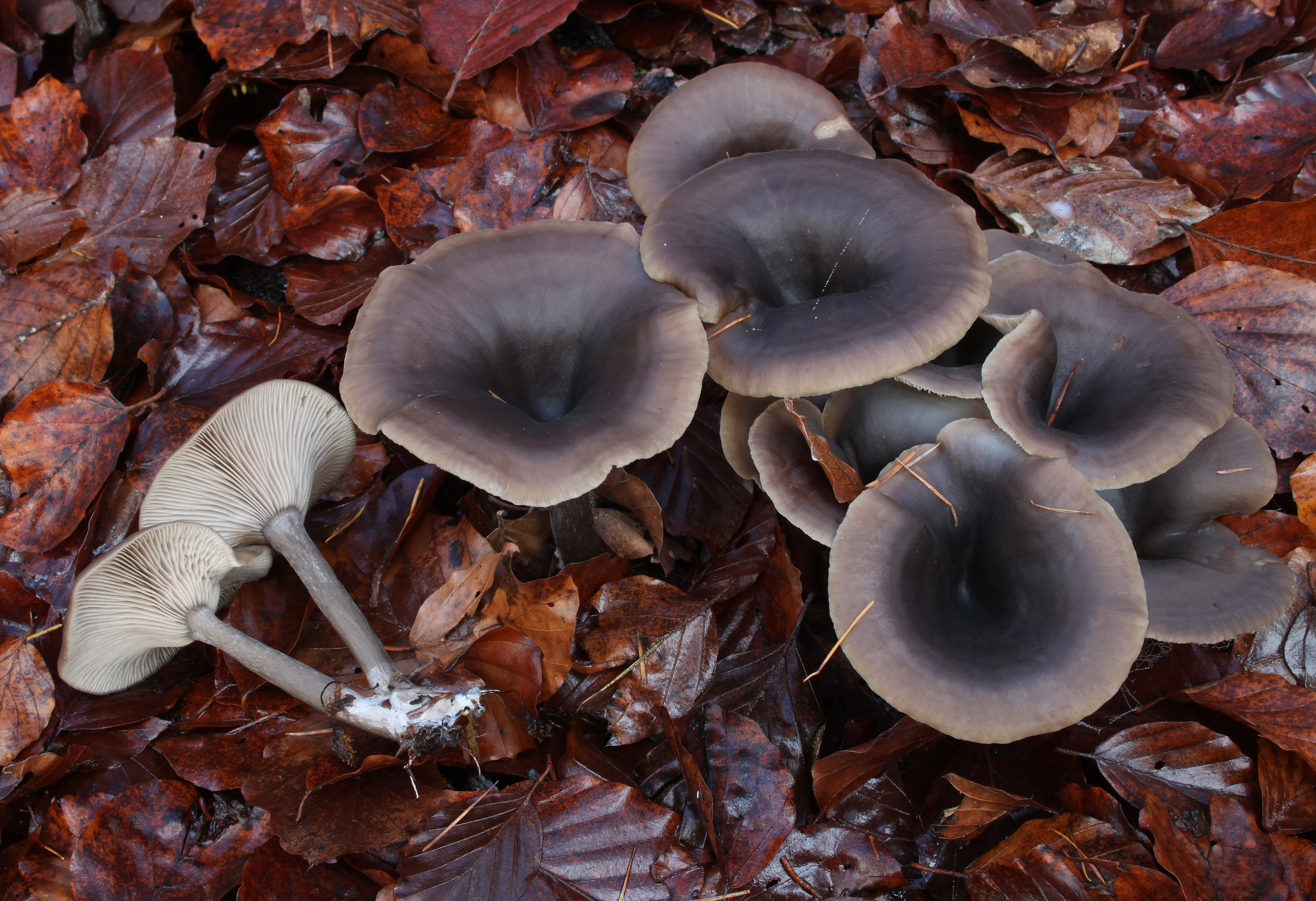
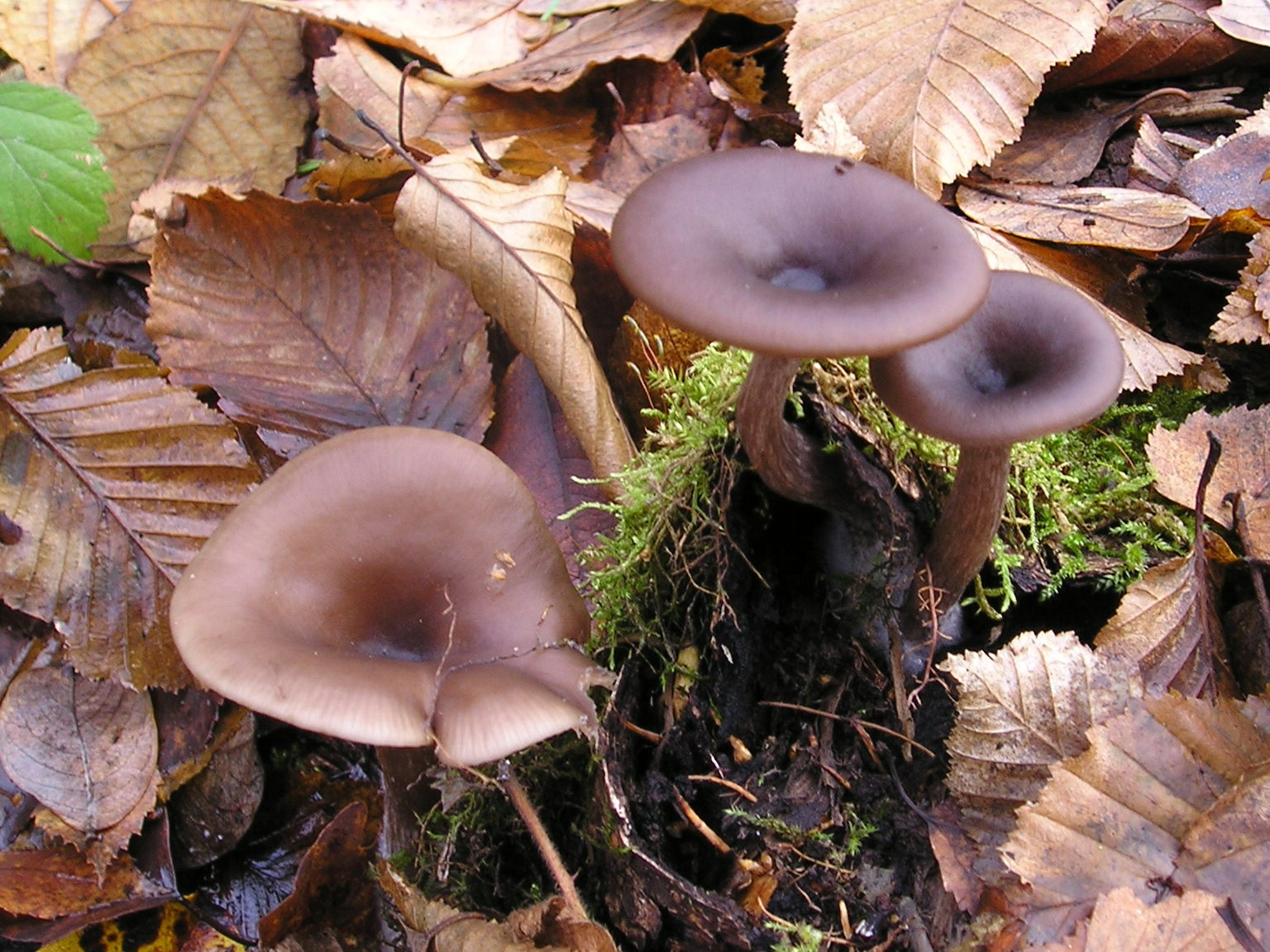
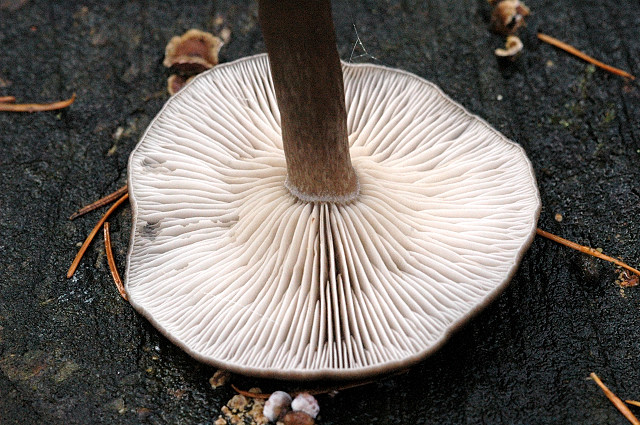
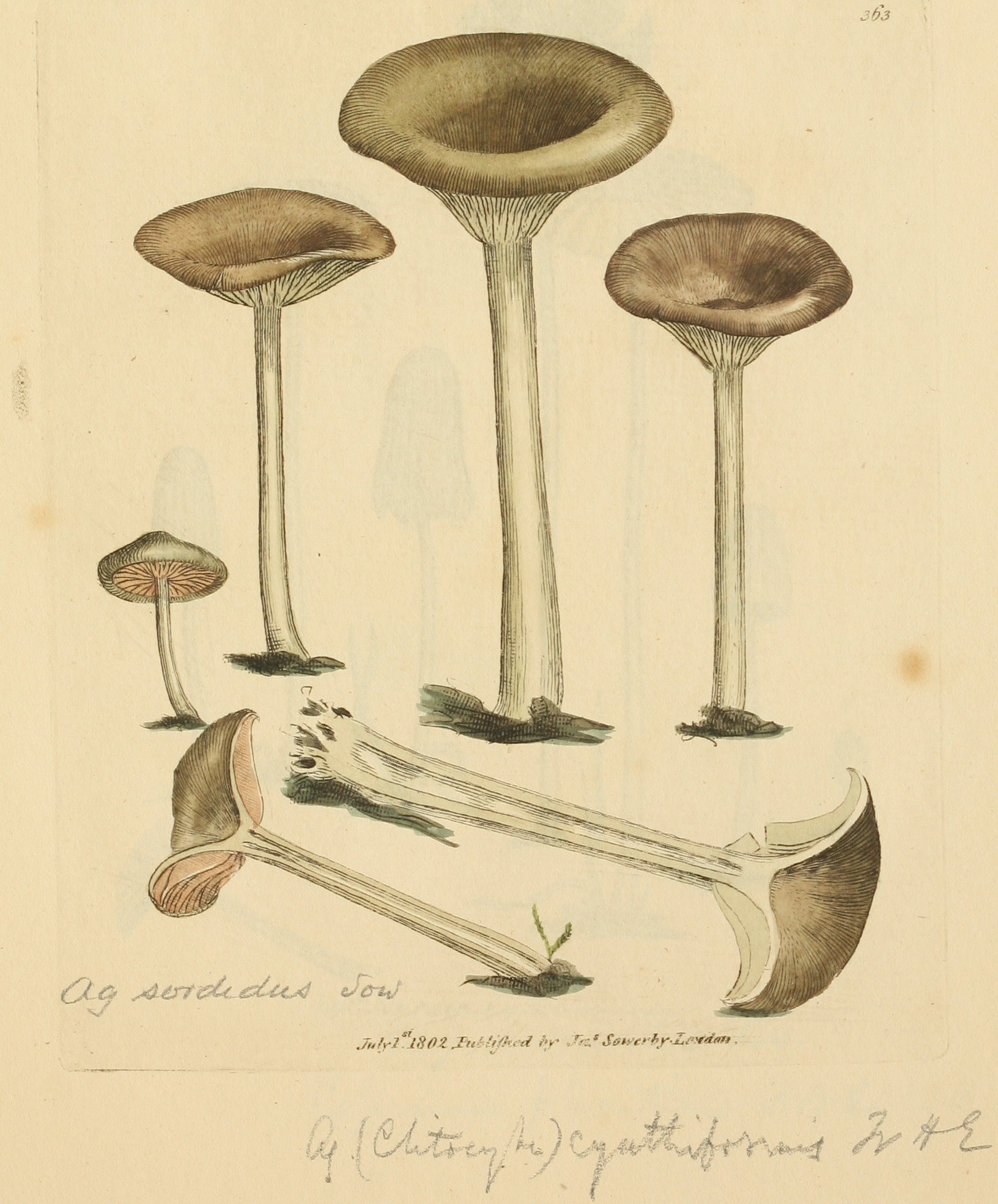